# Windows NT 3.x
Windows NT 3.x är ett samlingsnamn för tre varianter (3.1, 3.5 och 3.51) av operativsystemsfamiljen Windows NT. Den första i serien, NT 3.1, började saluföras den 27 juli 1993 och efterföljaren Windows NT 4.0 kom 1996. Operativsystemet var baserat på 32-bitarsarkitektur och fungerade därför endast med processorer av denna typ.
Generationsnumret 3 skall inte tolkas som att det fanns ett Windows NT 1 och ett Windows NT 2, utan valdes på grund av att Microsoft befintliga familj av fönsterhanterare Windows (vars första version kom redan 1985) hade nått sin tredje generation. Den nya NT-familjen återanvände det grafiska användargränssnittet från Windows 3, och man valde därför att namnge NT-familjen efter ett liknande mönster trots att den underliggande tekniken var fundamentalt annorlunda.
Generationen 3.x var den första som baserades på den tekniska lösning som låg till grunden för senare operativsystem som Windows NT 4.0, Windows 2000 (internt NT 5.0), Windows XP (internt NT 5.1), Windows Vista (internt NT 6.0) och Windows 7.

## Varianter
- Windows NT 3.1
- Windows NT 3.5
- Windows NT 3.51